# Slowhand
Slowhand är ett musikalbum av bluesrockmusikern Eric Clapton, utgivet i november 1977. Titeln syftar på Claptons smeknamn, Slowhand.
Albumet nådde andraplatsen på Billboardlistan och ses ofta som ett av Claptons bästa. Låtarna "Wonderful Tonight", "Lay Down Sally" och "Cocaine" gavs ut även som singlar.
I november 2003 hamnade skivan på #325 på musiktidningen Rolling Stones lista The 500 Greatest Albums of All Time.

## Låtlista
1. "Cocaine" (J.J. Cale) - 3:41
2. "Wonderful Tonight" (Eric Clapton) - 3:44
3. "Lay Down Sally" (Eric Clapton/Marcy Levy/George Terry) - 3:56
4. "Next Time You See Her" (Eric Clapton) - 4:01
5. "We're All the Way" (Don Williams) - 2:32
6. "The Core" (Eric Clapton/Marcy Levy) - 8:45
7. "May You Never" (John Martyn) - 3:01
8. "Mean Old Frisco" (Arthur Crudup) - 4:42
9. "Peaches and Diesel" (Eric Clapton/Albhy Galuten) - 4:46

## Medverkande
- Eric Clapton - gitarr, sång
- Mel Collins - horn, saxofon
- Yvonne Elliman - sång
- Marcy Levy - sång
- Jamie Oldaker - percussion, trummor
- Carl Radle - bas
- Dick Sims - keyboards
- George Terry - gitarr